# Siège de Fougères (1488)
Pour les articles homonymes, voir Siège ou bataille de Fougères.
Guerre de Bretagne
Batailles
Le siège de Fougères fut mis en 1488 par l'armée du roi de France, commandée par Louis II de la Trémoille, devant la ville de Fougères, défendue par les troupes du duc de Bretagne.

## Déroulement
Partie de Pouancé, l'armée française s'était emparée des places forte de Châteaubriant et Ancenis, mais pour contrôler les marches de Bretagne, elle devait impérativement prendre Fougères. Aussi, le 12 juillet, le siège est mis devant la ville.
La garnison de Fougères, renforcée par des mercenaires allemands, est forte de 2 000 à 3 000 hommes et est commandée par Jean de Romillé. Les Bretons tentent d'abord une sortie mais sont repoussés. Le 15 juillet, la ville est complètement encerclée, l'attaque française se porte sur trois points : la porte Saint-Léonard, la tour de l'Echauguette, et la tour Montfromery. L'artillerie française, forte de trois batteries, était placée dans les environs de la Haute-Bourgère jusqu'aux hauteurs du cimetière actuel. Pour finir, le Nançon est détourné et les douves se retrouvèrent ainsi à sec.
Le 17 juillet, l'artillerie finit par ouvrir trois brèches à la porte Roger, la tour Montfromery et près de la porte Saint-Léonard. Les assiégés gardent encore quelque espoir de voir arriver l'armée bretonne en renfort. Finalement, le 19 juillet, Fougères se rend mais bénéficie d'une capitulation honorable, les habitants, les maisons et les biens sont respectés et la garnison peut repartir avec armes et bagages. Elle rejoindra par la suite l'armée ducale et participera à la bataille de Saint-Aubin-du-Cormier.